# Mugardos (parroquia)
Mugardos (llamada oficialmente San Xulián de Mugardos) es una parroquia del municipio de Mugardos, en la provincia de La Coruña, Galicia, España.

## Entidades de población
Entidades de población que forman parte de la parroquia:
- La Redonda (A Redonda)
- Mugardos
- El Baño (O Baño)
- Simou
- Roibeiras (As Roibeiras)
- O Apelón
- A Areosa
- Casas Novas
- O Cristo
- O Esteiro
- A Fraga
- As Lagoas
- Mariocos
- O Peteiro
- As Viñas

## Demografía
| Gráfica de evolución demográfica de Mugardos entre 2000 y 2021 |
|                                                                |
| Población de derecho según el padrón municipal del INE         |